# Stranded (film, 2002)
 (juillet 2022).
Si vous disposez d'ouvrages ou d'articles de référence ou si vous connaissez des sites web de qualité traitant du thème abordé ici, merci de compléter l'article en donnant les références utiles à sa vérifiabilité et en les liant à la section « Notes et références ».
Pour les articles homonymes, voir Stranded.
Pour plus de détails, voir Fiche technique et Distribution.
Stranded (« Naufragé » en anglais), dont le titre original est Náufragos (« Naufragés ») est un film espagnol de science-fiction réalisé par María Lidón, sorti en 2002, qui met en scène la première mission habitée vers Mars. Ont joué entre autres dans ce film Vincent Gallo et Maria de Medeiros. 
Sur un scénario de l'auteur de science-fiction espagnol Juan Miguel Aguilera, le film a obtenu un certain succès auprès des critiques de film européens, malgré le fait qu'il ait été produit avec un petit budget de 5 millions de dollars (par comparaison, Mission to Mars et Planète rouge ont coûté respectivement 100 millions et 80 millions).
Lidón a obtenu le Grand Prix d'Argent du Film fantastique européen tandis que Gallo et Medeiros ont été nommés meilleur(e) acteur (actrice) au Fantafestival de 2002 à Rome.

## Synopsis
Dans les années 2020, quelque 50 ans après le premier pas de l'homme sur la lune, le film s'ouvre sur l'arrivée en orbite du vaisseau spatial Arès 298 jours après son départ de la station spatiale Alpha. La mission Arès est un projet spatial international mené par les agences spatiales des gouvernements américain et européen : NASA, LMA, JPL et ESA.
André Vishniac commande un équipage international de 7 astronautes et spationautes. Une tentative d'atterrissage a lieu, mais le petit module martien s'écrase après qu'un bref bug informatique a induit en erreur son altimètre radio. Vishniac est tué instantanément lors de l'impact et les 5 autres membres d'équipage sont bloqués (en anglais, stranded) dans leur module, son flanc reposant sur le sol, sans espoir de pouvoir regagner le vaisseau principal Arès (piloté par l'astronaute Lowell) toujours en orbite martienne.
Il faudrait 26 mois pour qu'un vaisseau envoyé depuis la Terre vienne les secourir hors l'équipage bloqué au sol ne pourra tenir que moins d'un an. "Nous sommes à 191 millions de kilomètres de la Terre, et nous sommes seuls", comme le dit le médecin de bord
Jenny Johnson. Toutefois l'équipage tente de trouver des solutions pour améliorer les performances de leur système de support de vie. Leur limitation principale est liée à leur générateur thermoélectrique, le recyclage de l'eau et l'arrivée d'oxygène nécessitant de l'électricité.
Néanmoins, Sagan (le géologue de la mission) propose d'utiliser ce qu'il reste du carburant cryogénique des moteurs de descente pour alimenter en énergie un dispositif qui produira du méthane et de la vapeur d'eau à partir du sol martien.
Le module d'atterrissage n'étant pas réparable, son carburant n'a en effet plus d'autre utilité. Sanchez, qui commande maintenant la mission, donne l'ordre à Sagan et Baglioni de tenter de mettre au point cet extracteur. Johnson enterre la dépouille de Vishniac malgré les craintes soulevées chez les autres membres de l'équipage : ses bactéries pourraient polluer un environnement biologique martien encore intact. À la surprise générale, Sagan découvre que de la glace d'eau s'accumule dans l'ombre du module (Rodrigo détecte aussi d'épais nuages de vapeur d'eau sur des images transmises par l'orbiteur). Mais c'est une bien maigre consolation quand les moteurs de l'atterrissage et les réservoirs de carburant se révèlent trop endommagés pour pouvoir être utilisés. L'équipage comprend qu'il sera à court d'énergie dans moins d'un an, quand celle du générateur du module sera épuisée.
Alors que Lowell repart vers la Terre avec le vaisseau Arès (n'ayant pas d'autre module d'atterrissage à disposition, il ne peut donc les aider), l'équipage cherche des solutions pour limiter sa consommation énergétique. Malheureusement, même des mesures d'économie draconiennes ne pourraient porter qu'à 14 mois la durée de fonctionnement de leur générateur — bien moins que les 2 ans et demi nécessaires à leur sauvetage.
En revanche si seulement 2 astronautes en bénéficient, l'alimentation électrique permettra aux systèmes de recyclage de les maintenir en vie suffisamment longtemps (aparté : s'ils n'avaient pas restreint autant que possible l'alimentation des radiateurs, on devine la chaude ambiance qui aurait régné à bord) Sanchez décide immédiatement qu'elle-même, Sagan et Rodrigo doivent abandonner le module. Leurs aptitudes ne seront pas suffisamment nécessaires à la survie de la mission. Ils passent leurs scaphandres, sortent et marchent durant 5 heures pour atteindre le bord de Valles Marineris, qui n'est pas très éloigné du site du crash. De récents clichés fournis par le radar à synthèse d'ouverture installé sur l'orbiteur leur a révélé une structure labyrinthique cachée sous un épais nuage de vapeur d'eau dans Valles Marineris.  La structure pourrait être artificielle et se trouve être virtuellement identique à un autre "labyrinthe" situé près du pôle sud martien. Les trois astronautes condamnés décident rapidement de tenter de gagner le fond de Valles Marineris avant de manquer d'oxygène.
Sagan renonce bientôt et meurt d'asphyxie. Pendant ce temps, dans le module, Baglioni réalise que la pression interne diminue et qu'une fuite permet à leur air de s'échapper à l'extérieur. Se découvrant eux-mêmes condamnés, il tente sans succès de persuader Jenny Johnson de coucher avec lui avant qu'ils meurent. Elle rejette ses avances et sort du vaisseau pour tenter de repérer depuis l'extérieur l'endroit exact par où l'air s'échappe.
Cependant, Sanchez et Rodrigo finissent par tomber sur un premier tunnel artificiel, près du fond de la vallée. À l'intérieur ils font la découverte de corps momifiés d'extraterrestres humanoïdes. Ils se rendent compte, effarés, que dans certains des tunnels la pression atmosphérique et le taux d'oxygène sont identiques à notre environnement terrestre. Rodrigo meurt peu après en entrant accidentellement dans un tunnel dont l'air était irrespirable. Après avoir atteint le fond de la vallée, Sanchez réussit à contacter les membres de l'équipage encore dans le module. Elle conseille à Baglioni et Johnson de la rejoindre puisqu'il semble y avoir assez d'oxygène et d'eau dans la vallée pour qu'ils puissent y attendre les secours dépêchés par la Terre.

## Fiche technique
- Musique : Javier Navarrete
- Montage : Luis de la Madrid
- Production: José Magán
- Sociétés de distribution : Universal Pictures, Niggeman IndieFilms S.L
- Budget : 5,000,000$ (environ 810 millions de pesetas[1])
- Langue : Deux versions ont été réalisées, une en anglais et une en espagnol

## Distribution
| Acteur             | Rôle                                                                   |
| ------------------ | ---------------------------------------------------------------------- |
| Vincent Gallo      | Luca Baglioni (Spécialiste de mission, ingénieur des systèmes de bord) |
| Maria de Medeiros  | Jenny Johnson (Spécialiste de mission, médecin)                        |
| Joaquim de Almeida | Fidel Rodrigo (Spécialiste de mission, astrobiologiste)                |
| Maria Lidón        | Susana Sánchez (Pilote de la mission)                                  |
| José Sancho        | André Vishniac (Commandant de la mission)                              |
| Danel Aser         | Herbert Sagan (Spécialiste de mission, géologue)                       |
| Johnny Ramone      | Lowell (Pilote de l'orbiteur)                                          |

## Lieux de tournage
Les scènes censées se passer à la surface de Mars ont été filmées sur l'île de Lanzarote et les scènes d'intérieur ont été filmées aux Studios Panavision à Hollywood (le décor interne de la navette spatiale est le même que celui utilisé pour le film Space Cowboys, ce qui a permis de réduire les coûts de tournage).

## Science et effets spéciaux
- Le script par ailleurs réaliste de "hard SF" (science-fiction ultra-réaliste) tire certaines de ses dernières idées des théories controversées de Richard C. Hoagland, qui prétend que des civilisations avancées se sont un jour épanouies sur Mars.
- Dans le film, les astronautes condamnés se tiennent au bord de Valles Marineris et regardent l'autre bord, situé à 300 kilomètres de distance. En réalité, le diamètre de la planète étant de 6 700 km, cet autre bord devrait être sous l'horizon.